# Privilegium Sigismundi Augusti
Das Privilegium Sigismundi Augusti war ein am 28. November 1561 in der Union von Wilna zwischen dem polnischen König und litauischen Großfürsten, Sigismund II. August sowie dem letzten Landmeister des Meistertums Livland, Gotthard Kettler, vertraglich ausgehandeltes und gewährtes Vorrecht, das das Verhältnis der livländischen Stände zur polnischen Krone festlegte und das Ende des Deutschen Ordens und der Livländischen Konföderation besiegelte. Für das Herzogtum Kurland und Semgallen wurde zusätzlich die Pacta Subiectionis unterzeichnet, die neben den Privilegien das Verhältnis des Adels zum Herzog, zum polnischen König und zum Reichstag regelte.

## Die Privilegien
Gotthard Kettler war der letzte Landesmeister des Livländischen Ordens. Er unterstellte sich, die Reste des Ordens sowie dessen Vasallen Polen-Litauen. Nach Verhandlungen mit König Sigismund August sicherte dieser dem livländischen Adel und den Kurländern besondere Rechte zu:
1. Garantie des evangelisch-lutherischen Glaubens
2. Garantie der deutschen Amtssprache
3. Garantie der Selbstverwaltung („deutsche Obrigkeit“, „deutsches Recht“)
4. Kodifizierung des (livländischen) Landrechts
5. Zusicherung des Indigenats (Ämter in Livland u. Kurland nur an Einheimische).

Die in dieser Form festgelegten Autonomierechte dienten der deutschen Oberschicht auch bei späteren Herrschaftswechseln als Verhandlungsgrundlage und behielten im Wesentlichen bis ins Jahr 1919 (Kaiserlich russisches Ostsee-Gouvernement Livland) ihre Geltung.